# ميثانية رزمية هورنبية
ميثانية رزمية هورنبية (الاسم العلمي:Methanosarcina horonobensis) هي نوع من العتائق تتبع جنس الميثانية الرزمية من فصيلة الميثاناوية الرزمية     .	